# Onwards to the Spectral Defile
Onwards to the Spectral Delife (en español: Adelante al desfiladero espectral) es el primer álbum de estudio de la banda holandesa de black metal Cirith Gorgor. Fue grabada entre noviembre y diciembre de 1998, publicada en 1999 por Osmose Productions, y producida por Cirith Gorgor y E. Hermsen.

## Lista de canciones
| N.º | Título                                   | Traducción                                     | Duración |  |
| 1.  | «The Declaration of Our Neverending War» | La declaración de nuestra interminable guerra  | 4:21     |  |
| 2.  | «Winter Embraces Lands Beyond»           | El invierno abrazado a las tierras de más allá | 5:36     |  |
| 3.  | «Through Burning Wastelands»             | A través de los ardientes eriales              | 3:36     |  |
| 4.  | «Sons of the New Dawn»                   | Hijos de la nueva aurora                       | 7:28     |  |
| 5.  | «A Hymn to the Children of Heimdall»     | Un himno a los hijos de Heimdall               | 4:46     |  |
| 6.  | «Darkness Returns»                       | El retorno de la oscuridad                     | 5:12     |  |
| 7.  | «Wandering Cirith Gorgor»                | Vagando por Cirith Gorgor                      | 3:41     |  |
| 8.  | «Ephel Dúath (A Warrior's Tale)»         | Ephel Dúath (el cuento de un guerrero)         | 5:20     |  |
| 9.  | «Shadows over Isengard»                  | Sombras sobre Isengard                         | 2:15     |  |
| 10. | «Thorns of Oblivion»                     | Espinas de olvido                              | ?        |  |

## Temática
Tanto la música como las letras de la mayoría de canciones están influenciadas por las novelas de J. R. R. Tolkien. Se podría tratar de un claro ejemplo del innovador género Tolkien metal, más específicamente Tolkien black metal. En cambio la canción «A Hymn to the Children of Heimdall» puede referirse a Heimdal de la mitología nórdica.